# Tridens albescens
Tridens albescens là một loài thực vật có hoa trong họ Hòa thảo. Loài này được (Vasey) Wooton & Stand. miêu tả khoa học đầu tiên năm 1912.